# 환경성적 표시제도
환경성적 표시제도(環境成績標示制度)는 특정 상품에 대해 그 상품이 생산되어 사용·폐기되기까지 소비하는 자원과 발생시키는 오염물질의 종류와 양 등을 수치화한 것이다. 이 때 항목별 수치에 일정지표를 곱해 같은 종류의 여러 회사 제품의 평균과 비교할 때 환경적으로 좋은지 나쁜지를 보여주는 막대그래프를 부착하도록 규정되어 있다. 미국·캐나다 등 일부 선진국에서 이미 실시하고 있는 제도로 소비자들은 상품을 살 때 여러 회사 제품을 비교, 환경오염을 덜 일으키는 제품을 고를 수 있다.